# Цезар Пуни
Вижте пояснителната страница за други личности с името Цезар.
Цезар Пуни (на италиански: Cesare Pugni, Чезаре Пуни), 31 май 1802 – 14 (26) януари 1870) е италиански балетен композитор, пианист и цигулар.
В началото на своята кариера композира опери, симфонии и други форми на оркестрова музика. Автор на множество балети, поставени в Театъра на Нейно Величество в Лондон (1843 – 1850) и в Имперския театър в Санкт Петербург (1850 – 1870). Композитор на повечето творби на балетмейстора Жул Перо. През 1850 г., по настояване на примабалерината Карлота Гризи, Перо напуска Лондон и приема поста на първи балетмайстор на Имперския театър в Санкт Петербург. Пуни следва Гризи и Перо в Русия и остава в имперската столица дори и след напускането на Гризи през 1853 г. и на Перо през 1858 г. Пуни остава главен балетен композитор до смъртта си през 1870 г. и работи в сътрудничество с балетмайсторите Артур Сен-Леон и Мариус Петипа.
Пуни е най-плодовитият композитор на балетна музика, като сътворятва почти 100 оригинални произведения за балет и адаптира и допълва много други. Автор на множество дивертисменти и вариации, които са добавяни в други произведения.

## Произведения
Сред най-известните му оригинални произведения са:
- Ондина (1843);
- Есмералда (1844);
- Катарина, или дъщерята на разбойника (1846);
- Дъщерята на фараона (1862);
- Конче гърбоконче (1864);
- Па-дьо-катр (1845);
- Сатанела Па-дьо-дьо (1859);
- Па-дьо-дьо от Диана и Актеон (1868);
- допълнения и преработки на балета Корсар (1863 и 1868).